# Romanós (ort i Grekland, Epirus, Nomós Ártas)
Romanós är en ort i Grekland.   Den ligger i prefekturen Nomós Ártas och regionen Epirus, i den centrala delen av landet, 280 km nordväst om huvudstaden Aten. Romanós ligger 427 meter över havet och antalet invånare är 104.
Terrängen runt Romanós är kuperad söderut, men norrut är den bergig. Runt Romanós är det glesbefolkat, med 14 invånare per kvadratkilometer. Närmaste större samhälle är Prámanta, 13,8 km norr om Romanós. I omgivningarna runt Romanós växer i huvudsak blandskog.